# Władimir Engelhardt
Władimir Aleksandrowicz Engelhardt (ur. 21 listopada?/3 grudnia 1894 w Moskwie, zm. 10 lipca 1984 tamże) – rosyjski biochemik.

## Życiorys
W 1919 ukończył studia na Wydziale Medycznym Moskiewskiego Uniwersytetu Państwowego, po czym został zmobilizowany do Armii Czerwonej, w której był lekarzem, później pracował jako pracownik naukowy i kierownik działu Instytutu Biochemicznego Ludowego Komisariatu Ochrony Zdrowia RFSRR. W latach 1929–1933 był profesorem biochemii Wydziału Medycznego Uniwersytetu w Kazaniu, 1933-1940 profesorem biochemii Uniwersytetu Leningradzkiego, a 1936-1959 Uniwersytetu Moskiewskiego, poza tym od 1959 dyrektorem Instytutu Biologii Molekularnej Akademii Nauk ZSRR w Moskwie. W 1944 został członkiem rzeczywistym Akademii Nauk Medycznych ZSRR, a w 1953 Akademii Nauk ZSRR. Był członkiem zagranicznym Polskiej Akademii Nauk. Prowadził badania z zakresu chemodynamiki komórki oraz fosforylacji oksydacyjnej. Został pochowany na Cmentarzu Nowodziewiczym.

## Odznaczenia i nagrody
- Medal Sierp i Młot Bohatera Pracy Socjalistycznej (13 marca 1969)
- Order Lenina (pięciokrotnie)
- Order Czerwonego Sztandaru Pracy (1944)
- Order Wojny Ojczyźnianej II klasy (1945)
- Nagroda Stalinowska (1943)
- Nagroda Państwowa ZSRR (1979)
- Medal „Za ofiarną pracę w Wielkiej Wojnie Ojczyźnianej 1941–1945”
- Złoty Medal im. Łomonosowa Akademii Nauk ZSRR (1968)
- Order Cyryla i Metodego (Bułgarska Republika Ludowa)